# Саут-Берлингтон
Саут-Бе́рлингтон (англ. South Burlington) — город в округе Читтенден, штат Вермонт, США. Согласно переписи населения США 2000 года, население города составляет 15 814 человек.
Саут-Берлингтон состоит из сложной системы пригородных районов и коммерческого центра, которые находятся в процессе перерождения в «downtown». В городе расположен самый крупный торговый центр штата University Mall. Город выходит на берег озера Шамплейн; есть публичный парк и пляж, «Red Rocks».

## География
Согласно бюро переписи населения США, площадь территории города 76,7 км² (29,6 кв.миль), из которых, 43,1 км² (16,6 кв. миль) приходится на сушу и 33,6 км² (13,0 кв.миль) (то есть 43,82 %) на воду.